# 타케우치 토시
타케우치 토시(일본어: 竹内寿 다케우치 도시[*], 1993년 10월 26일 ~ )는 일본의 배우이다.